# Habitation à loyer modéré (France)
Pour les articles homonymes, voir Habitation à loyer modéré et HLM.

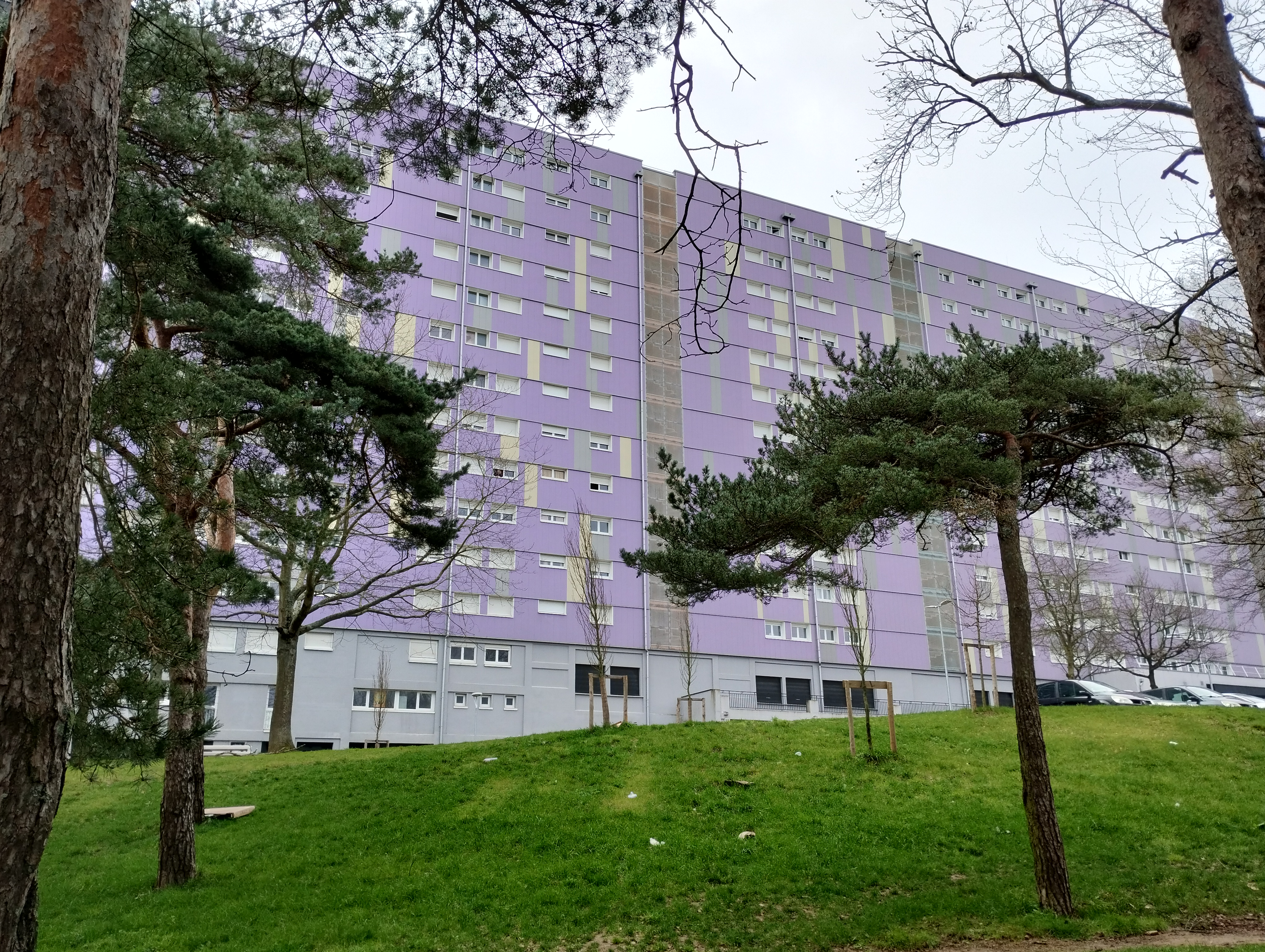
HLM aux Dervallières, du bailleur Nantes Métropole Habitat.

Une habitation à loyer modéré (HLM), en France, est un logement géré par un organisme d'habitations à loyer modéré, public ou privé, qui bénéficie d'un financement public partiel. Ce logement peut être de type collectif ou individuel, avoir été construit directement dans les normes HLM ou au contraire conventionné par la suite. 
En 2005, la France compte près de 4,5 millions de logements sociaux qui représentent environ 19 % du parc de logements principaux et 43 % du marché locatif total. Les HLM hébergent plus de 12 millions de personnes.

## Histoire
Au XIXe siècle, dans un contexte d'industrialisation, une première forme de logement social, d'initiative privée, apparait en France sous la forme des cités ouvrières et autres corons construits par les industriels pour loger leur main d’œuvre. Certaines de ces initiatives sont mises en valeur dans la section des habitations ouvrières de l'exposition universelle de 1889. Dans ce cadre a lieu le premier premier congrès international des Habitations à Bon Marché et la fondation par Jules Siegfried, député maire du Havre, de la société Française des Habitations à Bon Marché, qui se mobilise pour la construction de logements à destination des classes moyennes et populaires.
Cette mobilisation aboutit à la loi du 30 novembre 1894, dite loi Siegfried, qui crée l'appellation d'« habitations à bon marché » (HBM) incitant à la construction de logements à prix social, notamment grâce à des prêts de la Caisse des dépôts et consignations. La loi Strauss de 1906 permet aux communes et départements de fournir des terrains aux sociétés d'HBM et de garantir leurs prêts. Cependant, c'est la loi Bonnevay du 23 décembre 1912 qui va véritablement permettre l'implication des départements et des communes dans la construction de HBM en autorisant la création d'offices municipaux ou départementaux de HBM : la puissance publique prend le relai d'une initiative privée jugée insuffisante. A la veille de la Première Guerre mondiale, 28 000 logements HBM ont été construits en France par quelques 410 sociétés privées. 
Le déclenchement de la Première Guerre mondiale va mettre un frein à ce premier élan.  Dans l'immédiat après-guerre, le parc de logements français est en partie détruit, et les conditions de son renouvellement ne sont pas réunies : le blocage des loyers, initié pendant la guerre, est maintenu et provoque le désintéressement des capitaux privés pour un secteur jugé non rentable et l'indifférence des propriétaires pour l'entretien de leurs biens. Face à la crise du logement, de nombreux membres des classes moyennes et populaires se laissent tenter par l'achat d'un lot dans un lotissement de banlieue souvent non viabilisé, donnant lieu au scandale des lotissements défectueux. Pour juguler cette crise du logement, les offices HBM publics se lancent dans des programmes de construction de grande ampleur en région parisienne : celui de la Seine, sous la direction d'Henri Sellier, lance un programme de 15 cité-jardin dans plusieurs communes de banlieue, tandis que celui de Paris construit intra-muros, le long de l'ancienne enceinte Thiers. L’État encourage cet effort de construction par la Loi Loucheur de 1928 qui prévoit d'aider les Offices à réaliser 200 000 HBM en 5 ans, mais cette réalisation est perturbée par la crise de 1929. En tout 300 000 HBM auraient été construites entre 1894 et le déclenchement de la Seconde Guerre mondiale. 
En 1943 apparaissent des Comités interprofessionnels du logement. En 1945, la tutelle des HBM est transférée du ministère de la Santé au ministère de la Reconstruction et de l'urbanisme (MRU).

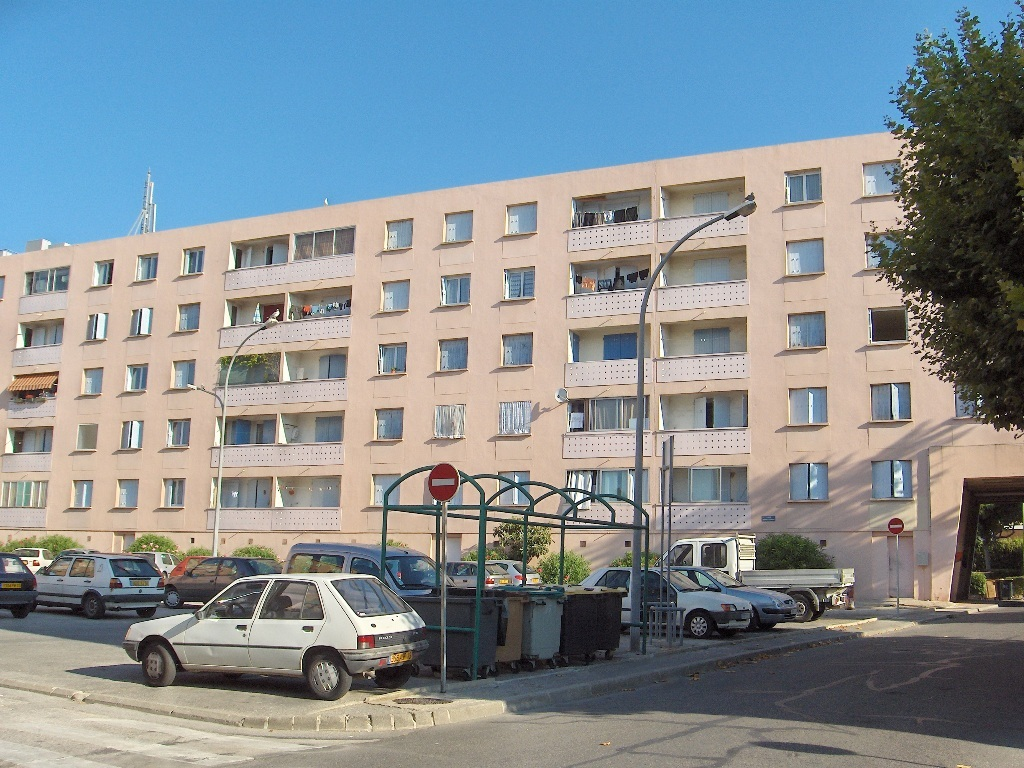
HLM à Martigues.

Le pouvoir décide par une ordonnance du 28 juin 1945 modifiée le 26 octobre 1945 d'instituer un prélèvement sur les loyers, destiné à alimenter une « Caisse nationale pour l'amélioration et l'entretien de l'habitat rural et urbain », transformée en « Fonds national d'amélioration de l'habitat » (FNAH), dont la gestion est confiée au Crédit foncier de France. Le FNAH deviendra en 1971 l'Agence nationale pour l'amélioration de l'habitat (ANAH).
En 2000, l'article 55 de la loi relative à la solidarité et au renouvellement urbains raccourcie parfois en « loi SRU » fixe l'objectif de 20 % de logements sociaux dans les villes et les agglomérations de plus de 50 000 habitants et réaffirme la compétence des organismes HLM en matière d'accession à la propriété.
En 2002, l'Union nationale HLM est devenue l'Union sociale pour l'habitat.
L'ordonnance du 1er février 2007 modifie le statut des organismes publics d'HLM en réalisant la fusion des offices HLM et des offices public d'aménagement et de construction. Désormais, l'établissement public compétent en matière de logement social sera l'Office public de l'habitat.

## Statut juridique
Les HLM sont :
« [des] habitations collectives ou individuelles, urbaines ou rurales, répondant aux caractéristiques techniques et de prix de revient déterminées par décision administrative et destinées aux personnes et aux familles de ressources modestes.

À ces habitations peuvent être adjoints, dans des conditions fixées par décision administrative, des dépendances, des annexes et des jardins privatifs ou collectifs, accolés ou non aux immeubles.

En outre, les ensembles d'habitations mentionnés aux premiers alinéas peuvent comprendre accessoirement des locaux à usage commun et toutes constructions nécessaires à la vie économique et sociale de ces ensembles. »
— Article L. 411-1 du code de la construction et de l'habitation
Leur statut et leur réglementation se trouvent dans le livre IV du Code de la construction et de l'habitation.

## Statistiques

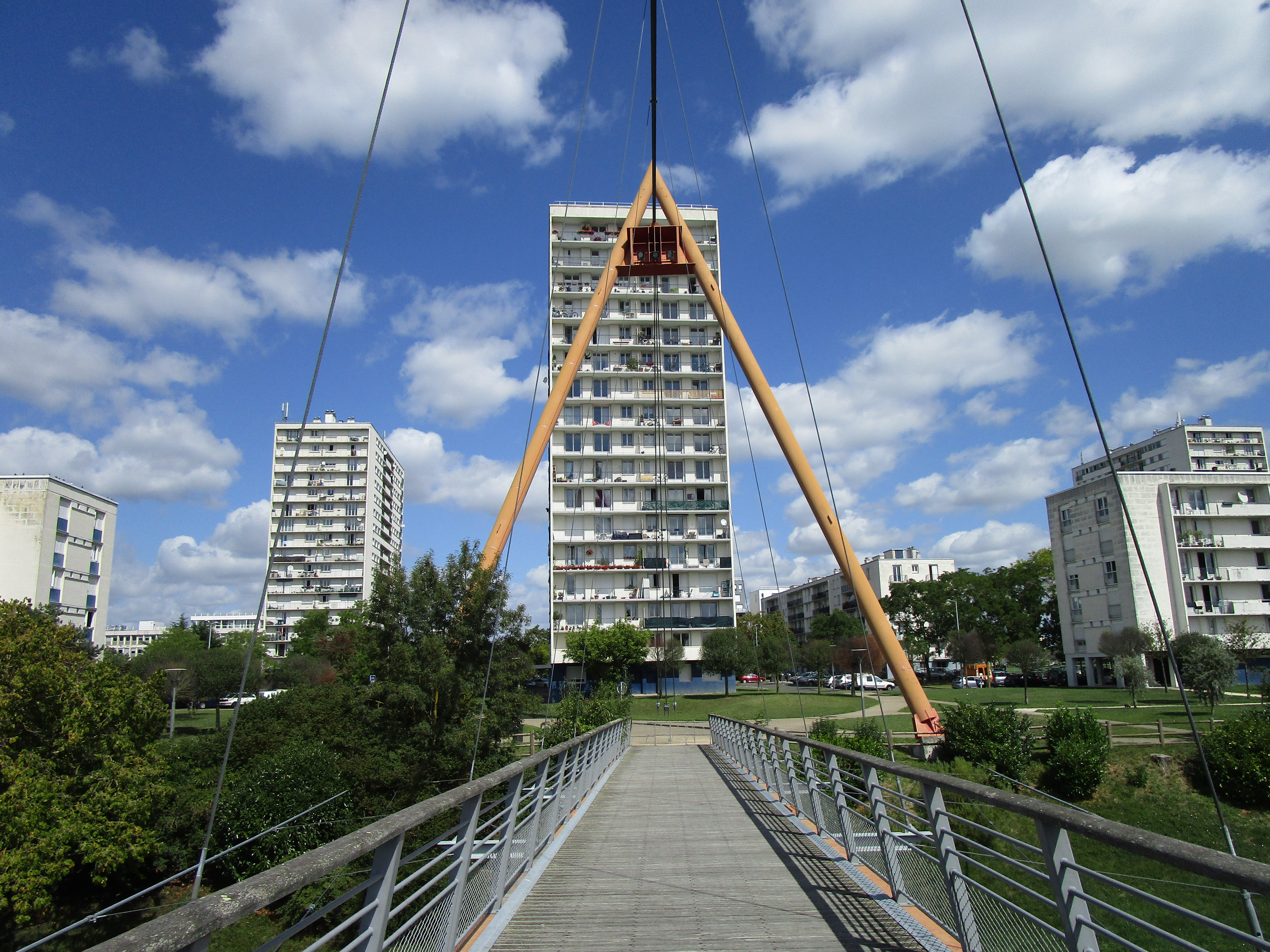
Logements sociaux du quartier des Rives du Cher à Tours.

En 2008, 70 % de la population française pourrait, selon certaines sources,, prétendre à l'admission en HLM ; 863 organismes HLM gèrent 4 456 000 logements sociaux, soit 17 % des résidences principales en France. En 2018, le plafond d'admission en HLM,, est, selon le mode de financement du logement social, de :
Pour un foyer de catégorie 1 (une personne seule) :
- Pour les logements financés par le biais d'un prêt locatif aidé d'intégration (PLAI) : 12 848 € de revenus annuels en Île-de-France, 11 167 € dans les autres régions.
- Pour les logements financés par le biais d'un prêt locatif à usage social (PLUS) : 23 354 € de revenus annuels en Île-de-France, 20 304 € dans les autres régions.
- Pour les logements financés par le biais d'un prêt locatif social (PLS) : 30 360 € de revenus annuels en Île-de-France, 26 395 € dans les autres régions.
- Pour les logements financés par le biais d'un prêt locatif intermédiaire (PLI) financé après 2014 : 37 126 € de revenus annuels en Île-de-France, 27 234 € dans les autres régions.

Pour foyer de catégorie 6 (6 personnes ou une personne + 4 personnes à charge) :
- Pour les logements financés par le biais d'un prêt locatif aidé d'intégration (PLAI) : 40 227 € de revenus annuels en Île-de-France, 36 823 € en Ile-de-France, 28 704 € dans les autres régions.
- Pour les logements financés par le biais d'un prêt locatif à usage social (PLUS) : 73 138 € de revenus annuels en Île-de-France, 66 950 € en Ile-de-France, 52 189 € dans les autres régions.
- Pour les logements financés par le biais d'un prêt locatif social (PLS) : 95 079 € de revenus annuels à Paris et communes limitrophes, 87 035 € en Ile-de-France, 67 845 € dans les autres régions.
- Pour les logements financés par le biais d'un prêt locatif intermédiaire (PLI) financé après 2014 : 116 268 € de revenus annuels à Paris et communes limitrophes, 106 431 € en Ile-de-France, 70 000 € dans les autres régions.

Toute personne admise en HLM bénéficie actuellement d'un droit au maintien, même si ses revenus augmentent. Un foyer percevant des revenus supérieurs de plus de 20 % au plafond d'admission pourra se voir imposer un surloyer modique (ce n'est qu'une possibilité offerte à l'organisme). Ce droit au maintien existe, entre autres, pour obtenir un maximum de mixité sociale au sein du parc HLM. Depuis le 1er janvier 2018, lorsque ses ressources dépassent de 150 % ou plus les plafonds PLS pour les logements HLM en zone tendue, le locataire peut être contraint de quitter les lieux,.
650 000 à 800 000 logements sociaux se trouvaient en sous-peuplement prononcé en 2002.
À cause de la hausse importante du prix des loyers du parc immobilier privé en région parisienne, le nombre de demandeurs de HLM en Ile-de-France a presque doublé entre 2010 et 2022 passant de 406 000 à 783 000.

## Organismes d'habitations à loyer modéré
Les organismes d'habitations à loyer modéré peuvent être publics :
- OPAC ou office public d'aménagement et de construction ;
- OPHLM ou office public HLM ;
- OPH (office public de l'habitat), établissement public à caractère industriel et commercial dépendant d'une collectivité territoriale ; les OPH résultent de la fusion, à partir du 1er février 2007 des deux statuts précédents.

Les organismes d'habitations à loyer modéré peuvent aussi être privés : ESH (entreprise sociale pour l'habitat), coopératives (173 sociétés coopératives d'HLM en France en 2017,)…
Les organismes d'habitations à loyer modéré publics affirment défendre des principes d’action et des méthodes de travail dans un esprit de mission de service public. De cela découle une charte de déontologie sociale et professionnelle visant à promouvoir le droit au logement, la cohésion sociale et l'aménagement du territoire.

## Une source de controverses et scandales
Une fois obtenu, il est possible de conserver son HLM toute sa vie même si l'on ne remplit plus les critères d'attribution.
La demande étant supérieure à l'offre, les files d'attente sont très longues et il faut parfois attendre plusieurs années avant de se voir faire une proposition ; cela est aussi en partie dû aux critères complexes d'attribution des logements et à la lourdeur des démarches.
Les organismes HLM ont parfois servi de pourvoyeurs d'emplois fictifs et comme source illégale de financement pour le RPR.

## Parc HLM de l'État
En 2007, l'État a décidé de mettre en vente 140 000 logements sociaux qu'il administre en trois ans (jusqu'en 2010).

## Dans la culture
Les HLM sont cités dans des chansons :
- Renaud a chanté la vie dans les immeubles HLM, dans la chanson Dans mon HLM ;
- dans La Montagne, de Jean Ferrat (1964), les HLM contrastent avec la vie rurale :

Il faut savoir ce que l'on aime

Et rentrer dans son HLM

Manger du poulet aux hormones
- HLM est aussi l'une des chansons les plus connues de Ludwig von 88 ;
- HLM 3 est une chanson du groupe de rap Lunatic, fondé par les rappeurs Ali et Booba, sortie sur l'album Mauvais Œil au mois d'octobre 2000.